# Nasreddin (cràter)
|  | No s'ha de confondre amb Nasireddin (cràter). |

Nasreddin és un cràter de Caront, la lluna més gran de Plutó. El cràter va ser observat per primera vegada per la sonda espacial New Horizons de la NASA durant el seu sobrevol de Plutó el 2015. La ubicació del cràter Nasreddin es troba a l'hemisferi nord de Caront, al nord de Mandjet Chasma.
El nom es va escollir com a referència a Nasreddín, l'heroi dels contes divertits explicats a tot l'Orient Mitjà, el sud d'Europa i parts d'Àsia.